# Karl-Marx-Straße (stacja metra)
Karl-Marx-Straße – stacja metra w Berlinie na linii U7, w dzielnicy Neukölln, w okręgu administracyjnym Neukölln. Stacja została otwarta w 1926 pod nazwą Bergstraße, która funkcjonowała do 1946.